# 神导演化论
神导演化论，或称“演化创造论”，不是一个科学意义上的理论学说，而是关于演化论学说的宗教解读观点。更确切地说，是关于经典宗教教义如何与生物演化的理解部分或完全相融的总体观点。这些观点被许多基督教会所接纳，包括罗马天主教和大多数更正教主流宗派，部分犹太教宗派，以及其他不拘泥字句理解圣经的基督教组织。福音派基督徒，包括传道家葛培理，对神导演化论也持开放态度。
用这种方式研讨演化，《圣经》经文中的《创世记》故事便可以寓于自然的方法解读。许多人强调《创世记》不是严谨的科学论文，而相信上帝主导了人类产生的演化过程。
在达尔文的演化论出现前很久，犹太教徒和基督徒就已经把《创世记》看作是寓言，而不是历史书。公元一世纪，犹太学者斐洛写道：世界是六天或者任意一段时间内创造出来的想法是错误的。圣奥古斯丁在公元四世纪采用的神学观点是，宇宙万物是神在同一时刻创造出来的，《创世记》中的一天甚至不可以从字面上理解为24小时。
“演化创造论”一词用来特指一种信仰：上帝超越正常的时间和空间，自然界不能独立于其旨意。这种思想与《创世记》的描述和客观科学均不冲突，因为创造世界的事件发生于我们所知道的时间之外。

## 定义
神导演化论认为，宗教界对演化生物学的接纳与对天文学或气象学的接纳并无本质不同。后二者也是采用自然主义基础的方法论来研究和解释自然界，而不探究超自然的存在与否。这种观点将古老的宗教文献重新解读，从而使宗教与现代科学在演化论方面的发现调和起来。
基于信仰和宗教信条的目的论假设仍可归入创造论，认为生命起源中有神的干预，或物种的形态为神的律法所管辖，然而在演化论与创造论的争论中，该理论的支持者常常站在“演化论者”一边。鉴于这个理由，争论双方都有人用“神导演化论”而非“演化创造论”来描述这一信仰。

## 观点
接受微观演化和宏观演化的科学概念，同时保留神学信念，认为世界归根结底是神的创造物，演化只是手段。
如下所列，一些宗教组织接受演化论，虽然其神学解释各有不同。需要说明的是，这些组织内部的一些人或团体未必接受演化思想，接受程度也因时而异。

### 自然神论
自然神论相信神或者第一作用是基于理性，而胜于信仰或启示。大多数自然神论者相信上帝不干预这个世界或者创造神迹。一些自然神论者相信上帝创造了世界，然后演化在其中发生，是这个系统和自然法则的设计方式；同时许多自然神论者相信上帝创造了生命，然后才有演化。有人觉得，认为上帝自身而非演化机制在不断地改变其创造物是不敬虔的想法。也有人认为，上帝为自然界设定了运动法则后，便功成身退了。

### 基督教思想
《创世记》的字面解读与演化论互相矛盾：然而，对于罗马天主教会和一些新教教会，基督教基要主义并非必须。某些保守派基督徒认为，把《创世记》当做民间传说是一种“立场软弱”，这段《圣经》一直在按照字面理解，直到生物演化论出现。但是，许多宗教历史学家认为圣经的拘泥于字句的解读出现在基督教新教兴起以后；在宗教改革以前，《圣经》并非完全照字面理解。
许多基督教宗派支持或接受神导演化论，罗列如下：

#### 圣公会
虽然圣公会（包括美国圣公会和英国国教会）相信圣经“包含了得救所需的一切知识”，仍认为“科学和基督教神学能够在真理的探索中相和谐。”特别是在创造－演化的论题上，圣公会认为“宇宙大爆炸学说”与“从无到有的创造和持续的概念”非常协调。在英国《卫报》的一次采访 （页面存档备份，存于）中，坎特伯里大主教羅恩·威廉斯博士表达了他的观点：“创造论被错误地归类，某种程度上，就如把《圣经》看作是众多理论之一的错误一样。无论创世在《圣经》中是如何表述的，它不是与其他理论并列的一种理论……，我担心创造论弱化而非强化了创世的信条。”他的观点是，创造论不应在公立学校教授。

#### 罗马天主教
罗马天主教会对于演化论的立场在过去的两个世纪经历了很多转变：从无明确官方立场，到1950年代的中立，及最近几年的接纳。时至今日，天主教会的官方立场是争议的焦点，并且是泛泛而谈，只说信仰与人类躯体演化方面的科学发现没有冲突，而天主的存在对解释人类起源的精神因素是必不可少的。有名天主教徒認為，根據《創世紀》，「第五天」中被創造的動物各按其類繁衍後代，演化其進新的種類；「第六天」中被創造的動物各按其類繁衍後代，亦演化其進新的種類。「第五天」中被創造的動物沒有和不會演化成「第六天」中被創造的動物；「第六天」中被創造的動物亦沒有和不會演化成「第五天」中被創造的動物。在「第六天」中被創造的亞當與厄娃，即人類的祖先，並不是由動物演化而來，亞當是由天主親手用塵土創造成，厄娃是由天主親手用亞當的一根肋骨創造成，人類是萬物之靈，並不是萬物的後代。

#### 衛理公會
聯合衛理公會的正式宣言：「我們認知神所創造的自然世界，用科學來詮釋是有道理的。我們確認用科學來描述自然世界是正確的，我們也確認用科學來決定何為科學方法是正確的。我們在解決神學問題時，不把科學列入考量；但在解決科學問題時，也不把神學列入考量。我們覺得用科學來描述宇宙，地理和生物進化與神學並不互相衝突。」

### 伊斯兰
一些穆斯林相信神导演化，特别是伊斯兰教中的自由派。更多的原教旨主义者，特别是瓦哈比主义信徒，则拒绝物种通过同一祖先演化而来的理论，因为这与《可兰经》不相容。然而，即使在接受演化论的穆斯林中，大多数人相信人类是神特别的创造。
来自穆斯林对演化论的主要批评是，演化论是支持无神论的，所以应该被否定。参见：为什么达尔文主义不符合《可兰经》

### 犹太教
一般而言，犹太教的主要宗派接受神导演化论，部分犹太正教除外。犹太教内支持神导演化论人士的一般看法是，《摩西五经》中的创世描述不可从字面理解，更多的是象征意义。

### 其他宗教
另外一种观点是，造物主以随机的方式设立了量子机制，以此向自然界展示权威。同时，造物主或许用奇迹的方式，在灵魂的创造过程中或来世，或者用其他超越物理学可理解的方式干预世界。
雷爾運動認為造物主其實是另一個星球的科學家，利用基因工程創造人類，而造物主的造物主也是用此種方法造物，並且認為若能解決目前的人類問題，將來也能利用科技創造生命，成為下一個有智慧生命的造物主。

## 批评
对神导演化论，来自无神论方面的批判主要集中于其超自然造物主信仰，认为这种信仰破坏了方法自然主义和科学哲学的证伪要求。如果自然选择能够解释演化现象，那么运用奥卡姆剃刀原理，超自然的干预就被剔除。在这个立场上，罗伯特·托德·卡罗尔认为“无论上帝是否存在，宇宙对于我们而言看上去都是一个样”。
基督教基要主义（基要派）認為，神導演化論是為了跟無神論妥協而背棄聖經的主張。因為基督教認為，動物不像人有靈魂，神導演化論若為真，將無法解釋基督信仰救贖永生的論點。再者，根據創世記中記載，上帝創造是「各從其類」，並且有針對人類的特別創造的過程。